# Zdzisław Maćkowski
Zdzisław Józef Ferdynand Maćkowski (ur. 17 marca 1895 w Lesznie, zm. 4 grudnia 1941 w obozie koncentracyjnym Auschwitz) – pułkownik piechoty Wojska Polskiego, urzędnik, działacz społeczno-polityczny, kawaler Orderu Virtuti Militari.

## Życiorys
Urodził się w Lesznie, w rodzinie dziennikarza Jana Karola (1865–1915) i Ewy z Kraśnickich. Od 1905 r. uczęszczał do III gimnazjum w Krakowie. Tam w 1913 r. uzyskał świadectwo dojrzałości. W latach 1913–1914 studiował prawo na Uniwersytecie Franciszkańskim. W czasie studiów działał w organizacjach niepodległościowych i skautingu. W 1913 r. zdał egzamin oficerski w Drużynach Polowych Sokoła.
W czasie I wojny światowej walczył w Legionach Polskich. Był oficerem 4 pułku piechoty i Komendy Legionów. Reskryptem Rady Regencyjnej z 25 października 1918 roku został przydzielony do podległego jej Wojska Polskiego w randze kapitana.
Podczas wojny z Ukraińcami, a później z bolszewikami walczył w szeregach 8 pułku piechoty Legionów. Był zastępcą Franciszka Kruk-Grzybowskiego, dowódcy III baonu, a po jego bohaterskiej śmierci – 18 lutego 1919 roku objął dowództwo tego pododdziału. 11 czerwca 1920 roku zatwierdzony został w stopniu podpułkownika z dniem 1 kwietnia tego roku. 17 lipca 1920 roku objął dowództwo 7 pułku piechoty Legionów. 3 maja 1922 roku zweryfikowany został w stopniu podpułkownika ze starszeństwem z dniem 1 czerwca 1919 roku i 169. lokatą w korpusie oficerów zawodowych piechoty. 13 czerwca 1923 roku został przeniesiony do 86 pułku piechoty w Mołodecznie na stanowisko dowódcy pułku. 1 grudnia 1924 roku awansował na pułkownika ze starszeństwem z dniem 15 sierpnia 1924 roku i 37. lokatą w korpusie oficerów piechoty. Z dniem 4 marca 1927 roku przeniesiony został w stan nieczynny, bez prawa do poborów, na okres sześciu miesięcy. 4 września 1927 roku oraz 4 marca i 4 września 1928 roku Minister Spraw Wojskowych przedłużył mu okres pozostawania w stanie nieczynnym. Z dniem 15 listopada 1928 roku przeniesiony został do rezerwy.
Pozostając w stanie nieczynnym, a następnie w rezerwie, pełnił kolejno funkcję starosty siedleckiego (od kwietnia 1927 roku), radomskiego (prowizoryczny od 16 kwietnia 1929 do 21 lipca 1933 oraz do 25 sierpnia 1933 roku starosta powiatowy) i łowickiego (od września 1933). Obowiązki starosty radomskiego łączył z funkcją społeczną – prezesa Ligi Morskiej i Kolonialnej Okręgu Radomsko-Kieleckiego. W Łowiczu w ciągu jednego roku zbudował w powiecie 18 szkół i Dom Ludowy. W 1935 r. przeniesiony został na emeryturę. Od 1938 r. mieszkał w Zamościu, razem z poślubioną 14 listopada 1922 r. Pelagią z Sikorskich (1898–1988) oraz synami Zdzisławem (ur. 1923) i Janem (ur. 1926). 
Coraz bardziej krytyczny wobec ewolucji w prawo obozu sanacyjnego, za publiczną krytykę tego stanu rzeczy odwołany ze stanowiska. W latach 30. XX w. zbliżył się do środowisk inteligenckich z lewego skrzydła obozu sanacyjnego, domagając się powrotu do dawnych ideałów z czasów Legionów, współpracował także i sympatyzował z lewym skrzydłem ruchu ludowego, propagując wypracowaną przezeń ideologię agrarystyczną. W roku 1935 wydał książkę Droga do Polski Ludowej, która zyskała pewien rozgłos.
Pod koniec lat 30. XX w. należał do współorganizatorów tzw. Klubów Demokratycznych, które następnie przekształciły się w Stronnictwo Demokratyczne, zrzeszające prospołeczną inteligencję pracującą oraz ludzi wolnych zawodów, przeciwnych rozwojowi w Polsce tendencji totalistycznych.
Po wybuchu wojny brał udział w kampanii wrześniowej, a następnie działał w podziemiu, pełniąc funkcję zastępcy komendanta Obwodu Zamość Służby Zwycięstwu Polski – Związku Walki Zbrojnej. 17 marca 1941 roku został aresztowany wraz z całą rodziną, a następnie przewieziony do obozu Auschwitz, gdzie zmarł z wycieńczenia i tortur 4 grudnia 1941 roku. Tamże w 1942 r. zostali rozstrzelani jego synowie. Żona Pelagia od 23 września 1941 do 1945 r. była więźniarką obozu Ravensbrück (nr więzienny 7886).

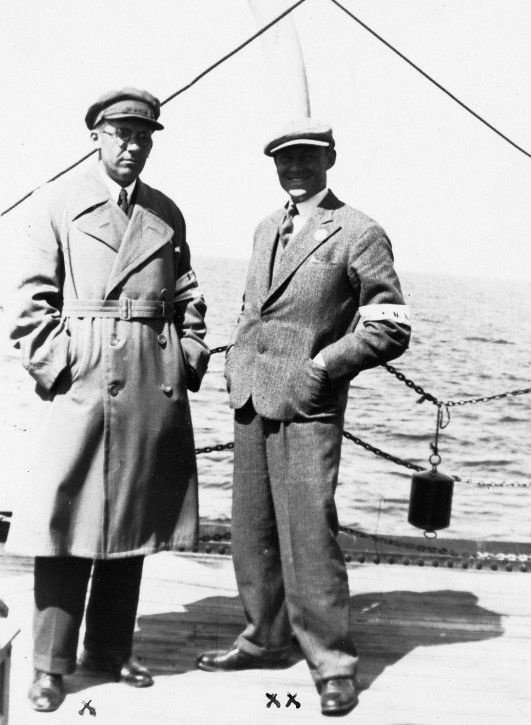
Zdzisław Maćkowski (z lewej) obok prof. dr. Leona Michalskiego - sekretarza Ligi Morskiej i Kolonialnej Okręgu Radomsko-Kieleckiego (lata 1929–1933).

## Ordery i odznaczenia
- Krzyż Srebrny Orderu Wojskowego Virtuti Militari (1921)[11]
- Krzyż Niepodległości (6 czerwca 1931)[12]
- Krzyż Oficerski Orderu Odrodzenia Polski (10 listopada 1928)[13]
- Krzyż Walecznych (czterokrotnie)
- Złoty Krzyż Zasługi[14]